# Valdosta (EP)
Valdosta är den andra EP:n av det amerikanska rockbandet Mayday Parade. EP:n är nästan helt akustisk och innehåller två helt nya låtar: "Amber Lynn" och "Terrible Things". Resten är akustiska versioner av sånger som är bekanta från bandets tidigare repertoar. Valdosta är en stad i Georgia där Mayday Parade-producenten Lee Dyess äger Earthsound Recording Studio.

## Låtlista
| Nr           | Titel | Kompositör                               | Längd |
| ------------ | --- | ---------------------------------------- | ----- |
| 1.           | Amber Lynn                                                                                                  | Mayday Parade                            | 3:53  |
| 2.           | Jamie All Over (ursprungligen Kid Named Chicago-låt, akustisk version av en låt från A Lesson in Romantics) | Kid Named Chicago                        | 4:03  |
| 3.           | Kids In Love (akustisk version av en låt från Anywhere but Here)                                            | Mayday Parade, Gregg Wattenberg          | 3:48  |
| 4.           | Your Song (akustisk version av en låt från EP:n Tales Told by Dead Friends)                                 | Mayday Parade, Jason Lancaster           | 4:09  |
| 5.           | Bruised and Scarred (akustisk version av en låt från Anywhere but Here)                                     | Mayday Parade, Bobby Huff, David Bendeth | 3:22  |
| 6.           | Terrible Things                                                                                             | Mayday Parade                            | 3:58  |
| Total längd: | Total längd:                                                                                                | Total längd:                             | 23:22 |

### Kritiskt mottagande
Valdosta mottog förhållandevis positiva recensioner.

## Personal
Mayday Parade
- Derek Sanders – sång, keyboard
- Jake Bundrick – sång, trummor
- Alex Garcia – sologitarr
- Brooks Betts – gitarr
- Jeremy Lenzo – basgitarr